# 2024년 영국 총선
2024년 영국 총선은 2024년 7월 4일 열린 영국의 국회의원 선거로, 영국 정부를 구성하는 영국 하원 국회의원 650인을 선출하였다. 과반 의원수에 해당되는 326석을 확보하는 정당은 정부여당이 되며, 그 당의 대표는 영국 총리로 취임하여 내각을 구성하게 된다.
2024년 5월 22일, 리시 수낵 총리는 국왕 찰스 3세에 의회해산을 건의하였으며 차기 총선일을 2024년 7월 4일로 예고하였다. 이에 따라 이번 총선은 2022년 의회 해산 소집법에 의거하여 치러지는 첫번째 총선이자, 찰스 3세 재임기에 치러지는 첫번째 총선이 되었다. 지난 총선의 화두가 되었던 2020년 영국의 유럽 연합 탈퇴 이후 첫번째 총선이며, 1945년 영국 총선 이래 처음으로 7월에 치러지는 선거가 되었다. 또한 영국 의회의 임기를 원래대로 복구한 규정한 2022년 의회 해산 소집법 도입 이래 첫 선거이기도 하다.
이번 총선의 가장 큰 쟁점은 정권교체가 실현되는가였으며, 현 리시 수낵 영국 총리가 이끄는 보수당의 연이은 실책으로 인해 여론조사에서 상당히 낮은 지지율을 보이는 한편으로, 키어 스타머 대표가 이끄는 노동당으로의 정권교체가 예상되었다. 이는 특히 2022년과 2023년 영국 지방선거에서 보수당이 승리한 지역의회를 노동당과 자유민주당이 큰 득표차로 탈환함에 따라 현실화되었다. 특히 총선 직전에 치러진 2024년 지방선거에서는 노동당과 자유민주당의 대승으로 마무리되었다. 이와 더불어 회기 내에 치러진 재보궐선거에서도 야당 후보의 당선이 두드러졌으며, 총선을 앞두고 보수당 의원들의 불출마 선언이 유례없는 규모를 기록하기에 이르렀다.
출구 조사 결과 노동당이 410석을, 보수당이 131석을 차지하며 노동당이 압도적인 정권교체에 성공할 것으로 드러났다.

## 배경

### 집권여당의 상황
2019년 총선에서 압승을 거둔 보리스 존슨 총리 체제하의 보수당 정권은 강력한 민심을 발판삼아 2020년 1월 31일 영국의 유럽연합 탈퇴를 완수하였다. 선거로부터 두달 뒤 전세계를 덮친 코로나19 유행 사태가 영국에서도 확산됨에 따라 보수당 정부는 강력한 봉쇄조치를 비롯한 확산 대응 정책을 펼치기 시작하였다. 이후 영국 언론에서 봉쇄조치 기간 동안 보수당과 정부인사들이 사교행사를 가졌다는 이른바 '파티게이트'를 보도하면서 파문이 일었고, 2022년 4월 보리스 존슨 총리와 리시 수낵 재무장관이 경찰로부터 벌금형을 통지받는 사건이 벌어졌다. 악화된 여론을 버티지 못한 보리스 존슨 총리는 2022년 7월 7일 총리직 사퇴를 선언하였고, 이어진 보수당 대표 선거에서 리즈 트러스가 당선되어 차기 영국 총리로 취임하였다.
리즈 트러스 내각은 대규모 감세 정책을 내세우면서도 재원 방안을 마련하지 않은 실책으로 영국 금융시장의 급격한 반응을 불러일으켰으며, 콰시 콰탱 재무장관 등 내각인사들이 사퇴하는 사건이 벌어졌다. 결국 2022년 10월 20일 리즈 트러스는 영국 역사상 가장 짧은 기간 동안 재임한 총리라는 불명예를 안고 전격 사퇴하였다. 닷새 뒤 치러진 보수당 대표 선거에서 리시 수낵 전 재무장관이 보수당 대표로 당선되는 동시에 영국 총리직에 올랐다.

### 야당의 상황
제1야당인 노동당은 2020년 4월 당대표 선거에서 당선된 키어 스타머 의원이 신임 당수로 취임하였다. 이후 2021년 파티게이트와 2022년 리즈 트러스 내각 출범을 기점으로 상당한 지지율을 확보한 노동당은, 2023년 영국 지방선거에서 보수당 지역의원 1,000여명을 낙선시킴과 동시에 자유민주당과 함께 대승을 거두었으며, 총선 직전인 2024년 영국 지방선거에서도 연이어 승리하였다.
원내 제3당이자 스코틀랜드를 기반으로 한 지역정당인 스코틀랜드 국민당은 대표가 연달아 사퇴하는 난맥상을 겪었다. 2023년 성별 인식 관련 개혁법안과 트랜스젠더 여성의 강간 사건과 관련한 발언 문제로 사퇴한 니컬라 스터전 대표 체제의 뒤를 이어 후즈마 유사프 대표 체제에 들어섰다. 그러나 후즈마 유사프 대표는 스코틀랜드 녹색당과의 연정 협약 체결 직후 내각 불신임 사태에 휩싸임에 따라 2024년 5월 존 스위니 대표 체제로 다시 바뀌었다.
북아일랜드 기반 지역정당인 민주연합당은 2021년 제프리 도널드슨 대표 체제에 들어섰으나 과거 성범죄 논란으로 2024년 3월 29일에 사퇴하였고 게빈 로빈슨이 대표 권한대행으로 나서게 되었다. 한편 지난 총선에서 나이절 패라지 대표가 이끌었던 브렉시트당은 2020년 유럽연합 탈퇴에 따라 개혁 영국당 (개혁당)으로 당명을 바꾸어 활동을 이어나갔으며, 2024년 3월 북아일랜드 기반의 연합주의 성향 정당인 전통 연합주의자의 목소리, 보수 정당인 사회민주노동당와의 연대를 발표하였다.

### 의석수 변화
아래 표는 2019년 영국 총선의 선거 결과와 이번 2024년 총선을 앞두고 해산되던 시점의 영국 의회 의석수를 나타낸 표이다. 지난 회기 동안 의원 사퇴, 제명 등으로 인한 재보궐선거가 총 23회가 치러졌으며 각 당의 의석수에도 영향을 끼쳤다. 해산 시점에서 공석으로 남아 있는 지역구는 없었다.
| 정당        | 정당              | 의석수 | 의석수 | 의석수    |
| 정당        | 정당              | 2019년 | 2024년 | 의석 변동 |
| ----------- | ----------------- | ------ | ------ | --------- |
|             | 보수당            | 365    | 344    | 21        |
|             | 노동당            | 202    | 205    | 3         |
|             | 스코틀랜드 국민당 | 48     | 43     | 5         |
|             | 자유민주당        | 11     | 15     | 4         |
|             | 민주연합당        | 8      | 7      | 1         |
|             | 신 페인           | 7      | 7      | 보합      |
|             | 웨일스당          | 4      | 3      | 1         |
|             | 사회민주노동당    | 2      | 2      | 보합      |
|             | 알바당            | -      | 2      | 2         |
|             | 녹색당            | 1      | 1      | 보합      |
|             | 북아일랜드 연합당 | 1      | 1      | 보합      |
|             | 브리튼 노동자당   | -      | 1      | 1         |
|             | 개혁 영국당       | 0      | 1      | 1         |
|             | 의장              | 1      | 1      | 보합      |
|             | 무소속            | 0      | 17     | 17        |
| 총 의석수   | 총 의석수         | 650석  | 650석  | 보합      |
| 실질 의석수 | 실질 의석수       | 639석  | 638석  | 1         |
| 공석        | 공석              | 0      | 0      | 보합      |
| 여당 과반수 | 여당 과반수       | 87석   | 44석   | 43        |

## 선거 일정

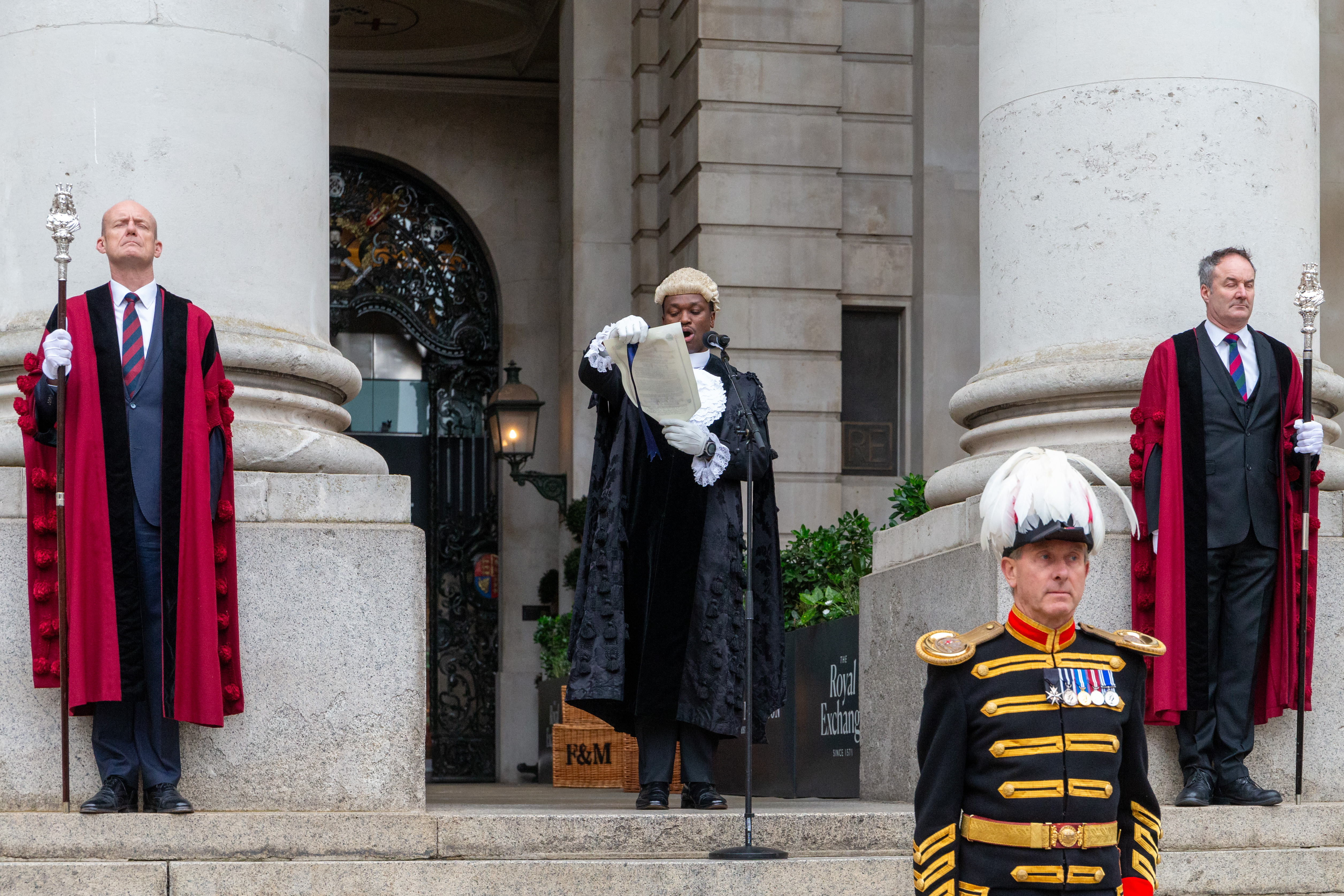
영국 런던 로열 익스체인지 앞에서 진행된 의회 해산 선언식

과거에는 영국 의회의 선거일을 특정한 2011년 고정임기 의회법에 따라, 2024년 5월 2일에 선거가 치러질 전망이었다. 그러나 2019년 조기 총선에서 보수당이 고정임기 의회법 개정을 공약으로 내걸었고 80석 우위의 과반수를 차지하며 승리하였다. 이에 따라 2020년 12월 보수당 정부는 2011년 고정임기 의회법 (개정안)을 의회에 상정하였으며, 2022년 의회 해산 소집법으로 명칭을 바꾸어 제정되기에 이르렀다.
2022년 3월 24일부로 발표된 의회 해산 소집법은 고정임기를 폐지하고 영국 총리의 의회 해산과 조기 총선 건의권을 부활시켰으며, 선거일로부터 평일 기준 25일간의 예고기간을 두도록 하였다. 이와 함께 제4조에서 "조기 해산이 이뤄지지 않은 경우, 의회는 첫 소집일로부터 5년이 흐르면 해산한다"고 규정하였다. 영국 선거위원회는 이 조항에 근거하여 2019년 제59대 국회의 임기가 2024년 12월 17일까지이며 차기 총선은 2025년 1월 28일 이전에 치러져야 한다고 확인하였다.
조기 총선 가능성을 부활시킨 관계로 리시 수낵 현 총리가 언제 총선을 예고할지를 두고 여러가지 추측이 난무했다. 2023년 12월 18일 수낵 총리는 이번 총선이 2025년 임기 만료 시점이 아닌 2024년 이내에 치러질 것이라고 처음으로 입장을 밝혔다. 1월 14일 수낵 총리는 총선 시점을 2024년 하반기로 좀 더 명확히 하였으며, 2024년 5월 22일 수낵 총리는 찰스 3세를 면담한 데 이어 차기 총선일을 7월 4일로 확정한다고 발표하였다.

### 일정
총선에 앞서 대대적인 선거구 개편이 이뤄졌으며 2010년 총선 이래 새로운 선거구 체계로 치러지는 첫번째 선거가 된다. 또한 그레이트브리튼 (잉글랜드, 웨일스, 스코틀랜드)에서는 투표 시 신분증 확인절차가 처음 도입된다.
다음은 이번 총선의 선거 일정이다.
| 날짜     | 일정                                                                                                  |
| -------- | --- |
| 5월 22일 | 리시 수낵 총리가 국왕 찰스 3세에게 의회 해산을 건의하고 차기 총선일을 7월 4일로 확정.                 |
| 5월 24일 | 제58대 영국 의회 마지막 소집일. 의회 정회 선포.                                                       |
| 5월 25일 | 사전 선거기간 돌입                                                                                    |
| 5월 30일 | 의회 해산 및 공식 선거운동 돌입. 영국 국왕의 제58대 의회 해산 및 제59대 의회 소집, 첫 회의 일정 선포. |
| 6월 7일  | 후보공천 마감일 (오후 4시), 투표 공고, 투표소 설정, 후보 명단 공표 (오후 5시)                         |
| 6월 13일 | 북아일랜드 내 유권자 등록 마감일 (~오후 11시 59분)                                                    |
| 6월 18일 | 그레이트브리튼 (잉글랜드, 웨일스, 스코틀랜드) 내 유권자 등록 마감일 (~오후 11시 59분)                 |
| 6월 19일 | 부재투표 신청 마감일                                                                                  |
| 6월 26일 | 대리투표 신청 마감일 (오후 5시). 비상시 면책 적용                                                     |
| 7월 4일  | 투표일 (오전 7시~오후 10시)                                                                           |
| 7월 5일  | 선거 결과 발표, 사전 선거기간 종료                                                                    |
| 7월 9일  | 제59대 영국 의회 첫 의회 소집일, 영국 하원 의장 선거 실시, 각 의원 취임선서 시작.                     |
| 7월 17일 | 영국 의회 개원식과 영국 국왕의 개원 연설.                                                             |

## 선거 운동

선거일정을 발표하는 수낵 총리

2024년 5월 22일 수낵 총리는 수상관저인 다우닝가 10번지 앞 연단에서 조기총선을 발표하였는데 비가 내리는 날씨에도 우산을 쓰지 않고 발표를 진행하였다. 같은 시각 다우닝가 근처에서 정치활동가 스티브 브레이가 주도하는 집회가 열리고 있었는데, 연설 도중 집회 현장에서 밴드 D:Ream의 〈Things Can Only Get Better〉라는 곡이 흘러나왔고, 하필 이 곡이 1997년 영국 총선에서 압승한 노동당의 선거운동에 사용됐던 노래라는 점에서 화제가 되어 영국 아이튠즈 차트 2위를 기록하기도 했다. 소식을 접한 밴드 측은 특정 정당에 노래 사용 허가를 내준 것이 후회된다며 앞으로 선거운동에 자신들의 곡 사용을 허락하지 않겠다고 밝혔다.
수낵 총리의 갑작스러운 조기총선 발표로 보수당 의원들은 놀라움을 감추지 못했다. 수낵 총리에게는 2024년 12월까지 선거를 미룰 수 있는 권한이 있었으나 영국 경제가 회복세를 보이고 있다는 점을 감안하여 조기 총선을 단행했다며, "인플레이션과 순이민자 수치가 감소세에 들어간 것은 보수당의 '계획은 지킨다'는 메시지를 강화할 것"이라 밝혔다. 제1야당인 노동당을 비롯해 각 주요 정당은 조기총선 선언을 환영했다.
이번 총선의 선거운동을 좌우할 현안은 정권교체 가능성에 관한 것이었다. 이는 정당지지율 여론조사에서 키어 스타머 대표가 이끄는 노동당이 리시 수낵 현 총리의 보수당을 따돌리고 상당한 우위를 점하고 있기 때문이다. 투표 4주 전 영국 언론의 의석수 예측 결과는 1997년 영국 총선에서 토니 블레어가 이끈 노동당이 거두었던 압승을 뛰어넘는 초압승으로 드러났고, 언론에서는 보수당의 전멸 가능성을 놓고 영국 선거사에서도 유례가 없어 1993년 캐나다 연방 선거에 맞먹지 않겠냐는 전망을 내놓았다.

### 5월 22일~5월 29일
조기총선이 발표된 시점의 정당 지지율 여론조사에서 노동당은 보수당에 압도적인 우위를 보였다. 또한 스코틀랜드 지역에서도 그동안 거의 모든 지역구를 싹쓸이해 왔던 스코틀랜드 국민당 (SNP)에 노동당이 앞서는 것으로 조사됐다.
5월 23일 수낵 총리는 영국 내 불법난민과 이민자들을 대상으로 르완다로 보내 재정착을 돕는다는 이른바 '르완다 이송계획'은 총선 전에 실시하지 않을 것이라고 밝혔다. 2023년 영국 내 신규 이민자수는 과거와 비교하면 여전히 높은 수준이지만 2022년에 비해 감소한 것으로 드러났다. 같은날 개혁 UK의 나이절 패라지는 잉글랜드, 스코틀랜드, 웨일스 지역구 630곳에 자당 후보를 출마시키겠다는 계획을 밝혔다. 이후 6월 3일 패라지 대표는 선거에 불출마할 것이라는 입장을 철회하고 잉글랜드 동부 에식스주의 클랙턴 (Clacton) 지역구에 출마할 것이며, 리처드 타이스 현 당대표의 후임 대표로 취임할 것이라고 밝혔다. 또 이번 선거는 노동당이 승리할 것이라고 예측했다.
당일 자유민주당은 잉글랜드 글로스터셔주의 첼트넘에서 에드 데이비 대표가 참석한 가운데 선거운동 출범식을 개최했다. 스코틀랜드 국민당의 선거운동 출범식도 같은 날 열렸으나 존 스위니 당대표가 마이클 매터슨 후보를 지지한 데 이어 브랜치폼 수사활동 (Operation Branchform)에 힘을 싣겠다고 발언한 데 따른 논란으로 빛을 바랬다. 노동당 역시 도싯주 길링엄의 프리스트필드 스타디움에서 키어 스타머 대표가 참석한 가운데 선거운동 출범식을 열었다.
5월 24일 보수당은 영국의 현 병역제도를 모병제에서 의무복무제로 전환하는 방안을 검토할 왕립위원회 (Royal Comission)의 설립을 추진한다고 밝혔다. 보수당이 추진하는 복무제도는 18세 이상의 청년들을 대상으로, 1) NHS 인력·소방대원·응급요원·수색구조요원 등 주요 지역사회 기반시설 조직에 자원봉사하는 루트, 2) 물자보급이나 사이버 보안 분야의 군사훈련을 받는 루트의 두가지 방면으로 나뉘어 운영된다. 같은날 제레미 코빈 전 노동당 대표는 이즐링턴노스 지역구에 노동당 후보에 맞서 무소속으로 출마한다고 밝히면서 노동당으로부터 제명 처리를 받았다.
5월 27일 키어 스타머 노동당 대표는 안보와 기타 현안에 관한 기조연설에 나섰다. 이튿날 5월 28일 보수당은 연금수급자에 대한 개인소득세 공제액을 국가연금보다 높게 유지하는 '트리플 락 플러스' (Triple Lock Plus)을 공약하였다.

### 6월 27일~7월 4일
7월 1일, 리시 수낵 총리는 영국개혁당의 "후보와 선거운동원이 인종차별적이고 여성 혐오적인 견해를 표명한다"고 비판했다. 동시기 영국개혁당의 지지율은 15.6%로 급상승, 21.4%의 보수당을 추격하는 모양새가 되었다. 같은 날 에드 데이비 자유민주당 대표는 번지점프와 함께 자유민주당을 지지해 달라는 이색 운동을 펼쳤다.
7월 2일, 키어 스타머 노동당 대표는 총리가 되더라도 "금요일 오후 6시 이후에는 일부 예외를 제외하면 일하지 않고 자녀들과 함께 시간을 보낼 것"이라고 밝혔다. 이에 대해 보수당은 파트타임 총리라며 공격에 나섰고, 수낵 총리도 "오후 6시에 일을 끝내본 적이 없다", "그것 (칼퇴근)은 좋지 않다"고 반박했다. 이날 저녁 런던에서 열린 보수당 유세에서는 보리스 존슨 전 총리가 연단에 서서 노동당 정부의 탄생을 막아야 한다고 유권자들에게 촉구했다.

## 선거 도박 스캔들
영국은 도박, 즉 돈 내기가 합법인 국가이며 정치현안을 비롯한 그 대상에 제한을 두고 있지 않다. 그러나 특정 내부정보를 이용하여 도박을 벌이는 경우는 처벌하고 있다. 그런데 이번 선거에서 여당인 보수당 인사를 비롯하여 일부 후보와 공무원들이 총선과 관련하여 도박을 벌인 사실이 폭로되어 파문이 일었다.
2024년 6월 12일, 리시 수낵 총리의 원내 개인보좌관 출신으로 몽고메리셔 글런두르 선거구에 보수당 후보로 나선 크레이그 윌리엄스가 선거일 발표 사흘 전에 '총선이 7월에 치러질 것이다'에 100파운드를 걸었다는 사실이 폭로되었다. 윌리엄스 후보가 내기를 하는 과정에서 기밀정보를 접했는지 여부를 수사하기 위해 영국 도박위원회에 조사가 접수되었다. 윌리엄스 후보는 도박 사실에 사과를 표했으나 자신과 수낵 총리가 내부정보를 접했는가에 관한 질문에는 답변하지 않았다. 도박위원회 측은 수낙 총리에게 윌리엄스 후보의 안건에 대해 공식 서한을 전달했으며, 외무장관 데이비드 캐머런은 윌리엄스 후보의 선거일 도박이 "매우 어리석다"고 평가했다.
6월 19일, 수낵 총리의 경호를 맡은 경찰관 1명이 직무상의 정보에 기반하여 선거일 도박을 벌였다는 혐의로 체포됐다. 같은 날 브리스톨노스웨스트 선거구에 출마한 로라 숀더스 후보도 선거일 내기를 하는 과정에서 기밀정보를 접했는지 여부로 수사를 받게 되었다. 숀더스 후보의 남편 토미 리 역시 도박위원회의 수사대상에 오르면서 보수당 선거운동담당관직을 사퇴하였다. 자유민주당은 숀더스 후보의 출마를 철회할 것을 요구했고, 키어 스타머 노동당 대표 역시 두 사람이 노동당 후보였다면 "발도 못붙이게 했을 것"이라며 강력 비판했다. 보도로 파문이 일자 수낵 총리는 자당 의원들이 선거일정에 내기를 했다는 사실에 "너무나도 화가 났다"면서, 현행법을 위반한 사람은 어느 누구든 "추방"할 것이라고 밝혔다.
6월 22일, 선데이 타임스 지가 보수당의 데이터 대표담당관인 닉 메이슨이 도박위원회의 조사를 받고 있다고 보도했다. 닉 메이슨은 휴직 처리와 함께 모든 혐의를 부인중인 것으로 알려졌다. 여기에 아직 이름이 밝혀지지 않은 개개인들도 조사를 받고 있으며, 보수당도 자체 조사를 진행하고 있는 것으로 알려졌다.
6월 25일, 보수당은 크레이그 윌리엄스와 로라 숀더스의 후보지명을 철회하였다. 다만 후보등록이 마감된 이후이기 때문에 투표용지에는 여전히 보수당 후보로 기재될 예정이다. 이날 오후 영국 광역경찰청은 경찰관 5인에 대해 추가조사를 벌이고 있다고 밝혔다. 여기에 노동당 역시 센트럴서퍽 노스입스위치 선거구에 출마했던 케빈 크레이그 후보가 자신이 선거에서 질 것이라는 쪽에 내기를 걸었다는 사실이 밝혀졌다. 케빈 크레이그 후보는 X (구 트위터)를 통해, 몇 주 전 승리가 불가능할 것이라는 생각에 보수당 후보 당선에 돈을 걸었으며, 누가 이기든 지역 자선단체에 기부하려 했다며 이를 깊이 후회한다고 밝혔다. 노동당은 케빈 크레이그의 후보자격을 즉각 정지시켰다.

## 여론조사
영국 정계와 언론에서는 노동당으로의 정권교체 여부를 놓고 선거운동에 집중하였다. 리시 수낵 현 총리하의 보수당 정권은 2022년, 2023년, 2024년 지방선거에서 참패를 거두었으며 제1야당인 노동당과 자유민주당이 큰 격차로 지역의회 의석수를 대거 확보한 데 따른 전망이다.
키어 스타머 대표 체제하의 노동당은 2021년 지방선거에서 패하였으나 2021년 말 20여년 만에 지지율 1위 정당으로 올라섰으며, 2022년 코로나 봉쇄기간에 보수당 인사들이 파티를 벌였다는 파티게이트 논란과 리즈 트러스 총리의 잇따른 실각으로 보수당을 상대로 계속해서 큰 격차로 앞서왔다. 2022년 지방선거에서 노동당은 총 108석의 지방의회 의석 (잉글랜드 22석, 스코틀랜드 20석, 웨일스 66석)을 차지하는 대승을 거뒀다. 2023년 지방선거에서는 지방의회 22곳에서 과반수를 넘기고 지방의원 500인이 추가로 당선됨에 따라 2002년 지방선거 이래 처음으로 지역정부 1위 정당을 탈환하게 되었다. 2024년 지방선거에서도 자당 후보를 대거 당선시켰다.
에드 데이비 체제하의 자유민주당은 노동당과 함께 지방선거의 승리자로 꼽혔다. 두 정당 모두 2023년 지방선거에서 지역의회 의석수를 늘렸으며 2024년 지방선거에서는 자유민주당이 2009년 이래 처음으로 선거결과 2위 정당에 오르게 되었다. 지방선거 당일 유고브에서 실시한 여론조사에서는 오는 총선의 각당 의석수를 노동당 422석, 보수당 140석으로 예측하여 노동당이 1997년 영국 총선 당시 토니 블레어의 압승을 넘어서는 초압승이 예상된다는 사실이 밝혀졌다.

선거전 중반에 이르자 영국 정치학자 존 커티스는 선거운동 기간의 첫 2주간은 별다른 변화가 없었으나 그 후로 뚜렷한 변화가 생겼다고 요약했다. 분석에 따르면 보수당과 노동당 모두 지지율이 소폭 하락하여 두 정당간의 격차는 변화가 없지만, 개혁 UK와 자민당의 지지율은 증가한 것으로 드러났다. 6월 13일 유고브 각당 지지율 조사에서는 개혁 UK가 보수당보다 1% 앞서는 것으로 나타났다.

2024년 영국 총선의 여론조사
보수당
노동당
자유민주당
개혁당
SNP
녹색당

### 의석수 예측
다음은 각 영국 언론에서 예측한 이번 선거의 정당별 의석수이다. '기타'로 집계된 의석수의 경우 하원의장을 비롯한 무소속 의원과, 영국 정계와는 별개로 취급되는 북아일랜드 정당들의 의석수에 해당되며, 언론에 따라 둘 중 하나를 제외하거나 모두 집계한 여론조사도 있다.
현재 영국 하원의 총의석수는 650석이며, 과반의석인 325석 이상을 확보하면 집권하게 된다. 결과란의 단위인 '과반+석'은 과반의석을 얻은 해당 정당의 의석수와 나머지 모든 정당의 의석수간의 격차를 표시한 것이다.

#### 선거 4주 전
| 출처              | 날짜     | 보수         | 노동    | 자민 | 스코 | 컴리 | 녹색 | 개혁 | 기타 | 결과               |   |   |    |                    |
| ----------------- | -------- | ------------ | ------- | ---- | ---- | ---- | ---- | ---- | ---- | ------------------ | - | - | -- | ------------------ |
| 출처              | 날짜     | 이코노미스트 | 6월 7일 | 182  | 394  | 22   | 24   | 2    | 기타 | 결과               | 1 | 0 | 19 | 노동당 과반 +138석 |
| 일렉토럴 캘큘러스 | 6월 7일  | 75           | 474     | 61   | 16   | 3    | 2    | 0    | 19   | 노동당 과반 +298석 |   |   |    |                    |
| 일렉션맵스UK      | 6월 10일 | 101          | 451     | 59   | 13   | 4    | 2    | 1    | 19   | 노동당 과반 +252석 |   |   |    |                    |
| 파이낸셜 타임스   | 6월 7일  | 139          | 443     | 32   | 14   | 2    | 1    | 0    | 19   | 노동당 과반 +236석 |   |   |    |                    |
| 뉴 스테이츠맨     | 6월 7일  | 86           | 455     | 65   | 20   | 3    | 1    | 1    | 19   | 노동당 과반 +260석 |   |   |    |                    |
| 유고브            | 6월 3일  | 140          | 422     | 48   | 17   | 2    | 2    | 0    | 19   | 노동당 과반 +194석 |   |   |    |                    |

#### 선거 2주 전
| 출처              | 날짜     | 보수         | 노동     | 자민 | 스코 | 컴리 | 녹색 | 개혁 | 기타 | 결과               |   |   |    |                    |
| ----------------- | -------- | ------------ | -------- | ---- | ---- | ---- | ---- | ---- | ---- | ------------------ | - | - | -- | ------------------ |
| 출처              | 날짜     | 이코노미스트 | 6월 20일 | 184  | 383  | 23   | 28   | 2    | 기타 | 결과               | 1 | 0 | 19 | 노동당 과반 +116석 |
| 일렉토럴 캘큘러스 | 6월 21일 | 76           | 457      | 66   | 22   | 4    | 2    | 3    | 2    | 노동당 과반 +264석 |   |   |    |                    |
| 파이낸셜 타임스   | 6월 19일 | 97           | 459      | 51   | 21   | 2    | 1    | 0    | 19   | 노동당 과반 +268석 |   |   |    |                    |
| 뉴 스테이츠맨     | 6월 20일 | 101          | 437      | 63   | 22   | 3    | 1    | 4    | 19   | 노동당 과반 +224석 |   |   |    |                    |
| 유고브            | 6월 19일 | 108          | 425      | 67   | 20   | 4    | 2    | 5    | 0    | 노동당 과반 +198석 |   |   |    |                    |
| 입소스            | 6월 18일 | 115          | 453      | 38   | 15   | 4    | 3    | 3    | 1    | 노동당 과반 +256석 |   |   |    |                    |
| 사반타            | 6월 19일 | 53           | 516      | 50   | 8    | 4    | 1    | 0    | 0    | 노동당 과반 +380석 |   |   |    |                    |
| 뉴 스테이츠맨     | 6월 22일 | 96           | 435      | 63   | 24   | 3    | 4    | 6    | 1    | 노동당 과반 +238석 |   |   |    |                    |

#### 선거 1주 전
| 출처              | 날짜     | 보수         | 노동     | 자민 | 스코 | 컴리 | 녹색 | 개혁 | 기타 | 결과               |   |   |    |                    |
| ----------------- | -------- | ------------ | -------- | ---- | ---- | ---- | ---- | ---- | ---- | ------------------ | - | - | -- | ------------------ |
| 출처              | 날짜     | 이코노미스트 | 6월 27일 | 117  | 429  | 42   | 23   | 3    | 기타 | 결과               | 1 | 2 | 19 | 노동당 과반 +208석 |
| 일렉토럴 캘큘러스 | 6월 26일 | 60           | 450      | 71   | 24   | 4    | 4    | 18   | 19   | 노동당 과반 +250석 |   |   |    |                    |
| 파이낸셜 타임스   | 6월 28일 | 91           | 459      | 64   | 13   | 2    | 1    | 1    | 19   | 노동당 과반 +268석 |   |   |    |                    |
| 일렉션맵스UK      | 6월 27일 | 80           | 453      | 71   | 17   | 4    | 4    | 2    | 19   | 노동당 과반 +256석 |   |   |    |                    |
| 뉴 스테이츠맨     | 6월 29일 | 90           | 436      | 68   | 23   | 3    | 4    | 7    | 19   | 노동당 과반 +222석 |   |   |    |                    |
| 일렉션맵스UK      | 7월 1일  | 81           | 453      | 69   | 17   | 4    | 4    | 3    | 19   | 노동당 과반 +256석 |   |   |    |                    |

#### 최종 전망
| 출처               | 날짜    | 보수     | 노동    | 자민 | 스코 | 컴리 | 녹색 | 개혁 | 기타 | 결과               |   |   |    |                    |
| ------------------ | ------- | -------- | ------- | ---- | ---- | ---- | ---- | ---- | ---- | ------------------ | - | - | -- | ------------------ |
| 출처               | 날짜    | 서베이션 | 7월 2일 | 64   | 484  | 61   | 10   | 3    | 기타 | 결과               | 3 | 7 | 19 | 노동당 과반 +316석 |
| 모어인커먼         | 7월 3일 | 126      | 430     | 52   | 16   | 2    | 1    | 2    | 19   | 노동당 과반 +208석 |   |   |    |                    |
| 이코노미스트       | 7월 3일 | 109      | 432     | 48   | 21   | 3    | 1    | 2    | 19   | 노동당 과반 +212석 |   |   |    |                    |
| 파이낸셜 타임스    | 7월 3일 | 98       | 447     | 63   | 19   | 2    | 1    | 1    | 19   | 노동당 과반 +242석 |   |   |    |                    |
| 스카이 뉴스/유고브 | 7월 3일 | 102      | 431     | 72   | 18   | 3    | 2    | 3    | 19   | 노동당 과반 +212석 |   |   |    |                    |
| 뉴 스테이츠맨      | 7월 3일 | 114      | 418     | 63   | 23   | 3    | 4    | 6    | 19   | 노동당 과반 +184석 |   |   |    |                    |
| 일렉션스맵         | 7월 3일 | 101      | 436     | 66   | 17   | 4    | 4    | 3    | 19   | 노동당 과반 +222석 |   |   |    |                    |

## 선거 결과

### 출구조사
2024년 7월 4일 오후 10시 (UTC+1 기준), BBC, ITV, 스카이 뉴스 방송3사가 입소스 MORI에 조사를 의뢰한 각당 예측 의석수의 출구조사 결과가 발표되었다. 출구조사 결과에 따르면 노동당의 압도적인 정권교체가 확실시되며 1997년 영국 총선에서 거두었던 의석수에 준하는 것으로 평가됐다. 반면 보수당은 1835년 창당 이래 최저 의석수를 기록하는 역사적인 패배로 마무리하게 되었으며, 자유민주당의 대거 의석수 확보를 통한 제3정당 지위 회복과 극우정당 영국개혁당의 약진, 스코틀랜드 국민당의 대거 의석수 손실이 예측되었다.
| 정당               | 정당              | 의석수 | 변동  |
| ------------------ | ----------------- | ------ | ----- |
|                    | 노동당            | 410석  | 208석 |
|                    | 보수당            | 131석  | 234석 |
|                    | 자유민주당        | 61석   | 50석  |
|                    | 영국개혁당        | 13석   | 13석  |
|                    | 스코틀랜드 국민당 | 10석   | 38석  |
|                    | 플라이드 컴리     | 4석    | 0석   |
|                    | 녹색당            | 2석    | 1석   |
|                    | 기타              | 19석   | 보합  |
| 노동당 과반 +170석 |                   |        |       |

### 개표 결과
출구조사가 발표된 그 시각 투표도 오후 10시를 기해 마감되었다. 오후 11시 15분 전국 650개 선거구 가운데 호턴 선덜랜드사우스의 개표가 가장 먼저 완료되었으며 노동당의 브리짓 필립슨 후보가 승리한 것으로 나타났다.
가장 늦게 개표결과가 나오게 된 선거구는 스코틀랜드의 인버네스 스카이 웨스트로스셔로, 투표수와 개표수가 일치하지 않는 사실이 드러나 7월 6일 재검표에 들어갈 예정이다. 결과는 자유민주당의 앵거스 맥도널드 후보의 당선으로 드러났다.
다음은 의석수를 확보한 정당에 한하여 정리한 이번 총선의 결과표이다.
| 정당 | 정당                     | 대표                        | 의석수 | 의석수 | 의석수    | 득표수      | 득표수 | 득표수 |
| 정당 | 정당                     | 대표                        | 의석   | 비율   | 그래프    | 득표        | 비율   | 그래프 |
| ---- | ------------------------ | --------------------------- | ------ | ------ | --------- | ----------- | ------ | ------ |
|      | 노동당                   | 키어 스타머                 | 411석  | 63.2%  | 411 / 650 | 9,704,655표 | 33.7%  |        |
|      | 보수당                   | 리시 수낵                   | 121석  | 18.6%  | 121 / 650 | 6,827,311표 | 23.7%  |        |
|      | 자유민주당               | 에드 데이비                 | 72석   | 11.1%  | 72 / 650  | 3,519,199표 | 12.2%  |        |
|      | 스코틀랜드 국민당        | 존 스위니                   | 9석    | 1.4%   | 9 / 650   | 724,758표   | 2.5%   |        |
|      | 신 페인                  | 메리 루 맥도널드            | 7석    | 1.1%   | 7 / 650   | 210,891표   | 0.7%   |        |
|      | 무소속                   | 무소속                      | 6석    | 0.9%   | 6 / 650   | 564,243표   | 2.0%   |        |
|      | 개혁 UK                  | 나이절 패라지               | 5석    | 0.8%   | 5 / 650   | 4,117,221   | 14.3%  |        |
|      | 민주연합당               | 게빈 로빈슨                 | 5석    | 0.8%   | 5 / 650   | 172,058표   | 0.6%   |        |
|      | 잉글랜드 웨일스 녹색당   | 카를라 데니어 애드리언 램지 | 4석    | 0.6%   | 4 / 650   | 1,841,888표 | 6.4%   |        |
|      | 플라이드 컴리            | 룬 앱 요르워스              | 4석    | 0.6%   | 4 / 650   | 194,811표   | 0.7%   |        |
|      | 사회민주노동당           | 칼럼 이스트우드             | 2석    | 0.3%   | 2 / 650   | 86,861표    | 0.3%   |        |
|      | 북아일랜드 동맹당        | 나오미 롱                   | 1석    | 0.2%   | 1 / 650   | 117,191표   | 0.4%   |        |
|      | 얼스터 연합당            | 더그 베티                   | 1석    | 0.2%   | 1 / 650   | 94,779표    | 0.3%   |        |
|      | 전통 연합주의자의 목소리 | 짐 앨리스터                 | 1석    | 0.2%   | 1 / 650   | 48,685표    | 0.2%   |        |
|      | 의장                     | 린지 호일                   | 1      | 0.2%   | 1 / 650   | 25,238      | 0.1%   |        |

### 총평

카토그램으로 나타낸 2024년 영국 총선 결과도

개표 결과 노동당은 역대 최고 성적이었던 1997년 영국 총선 결과에 준하는 의석수를 거두며 압승을 기록한 반면, 보수당은 1835년 창당 이래 최저 의석수를 기록한 것으로 드러났다. 이로써 노동당 대표 키어 스타머는 영국 총리직에 오르게 되었다. 투표율은 60%로 2001년 총선에서 기록했던 59%를 제외하면 1885년 총선 이래 최저치인 것으로 드러났다.
다만 세부적인 결과를 살펴보면 노동당의 득표율은 2017년 영국 총선에서의 득표율보다 낮은 것으로 나타나 실질적인 지지율 증가를 이뤄내지는 못했다는 평가다. 여기에 노동당과 보수당의 양당 득표율이 역대 최저치를 기록한 동시에 소수정당들의 득표율 총합이 40%대를 넘긴 선거로 기록되었다.
특히 중도 성향의 자유민주당의 경우 잉글랜드 남부의 보수당 텃밭에서 대거 승리를 거두며 창당 이래 최고 의석수를 달성하였다. 극우정당인 영국개혁당도 득표율 면에서 선전을 거두었으며 창당 이래 처음으로 원내진입에 성공하게 되었다. 과거 브렉시트 운동의 최전선에 섰던 나이절 패라지 영국개혁당 대표도 8차례에 걸친 선거 도전 끝에 웨스트민스터궁에 입성하는 영예를 누리게 되었다. 또다른 소수정당인 잉글랜드 웨일스 녹색당도 원내 1석에 불과했던 지난 선거 도전사를 뒤로 하고 4석을 차지하며 창당 이래 최다 의석수를 기록하였으며, 공동 당대표인 카를라 데이너와 애드리언 램지 모두 국회의원으로 처음 당선되었다.
스코틀랜드 국민당 (SNP)은 스코틀랜드 지역구 가운데 4분의 3을 스코틀랜드 노동당 (노동당의 지역당)에게 내주면서, 보수당과 함께 이번 선거의 최대 패자로 꼽혔다. 노동당은 스코틀랜드 내 제1당 지위를 되찾았으며 웨일스에서도 당 득표율은 감소하였으나 제1당에 등극하는 데 성공하였다. 반면 보수당은 웨일스의 전 의석을 상실하였으며 잉글랜드 내에서도 콘월주와 옥스퍼드셔주를 비롯한 일부 주에서 의석을 잃었다. 특히 노스이스트잉글랜드에서는 단 1석만 획득하는 결과를 보였다.
지역정당 간의 경쟁만 이루어지는 북아일랜드에서는 민족주의 정당으로서는 처음으로 신 페인이 제1당에 등극하였다. 민주연합당은 의석을 상실하였으며 전통 연합주의자의 목소리가 처음으로 원내 입성에 성공하였다.
한편 무슬림 인구가 많은 지역구에서는 무소속 후보가 5명이 당선되기도 하였는데 아유브 칸, 아드난 후세인, 이크발 모하메드, 쇼카트 애덤, 제러미 코빈 전 노동당 대표 등이 그 주인공이다. 이는 노동당이 이스라엘-하마스 전쟁에서 이스라엘 측의 손을 들어준 것에 대한 반발 표심이 노동당에 맞서는 무소속 후보에게로 움직였다는 평가다.

## 반응

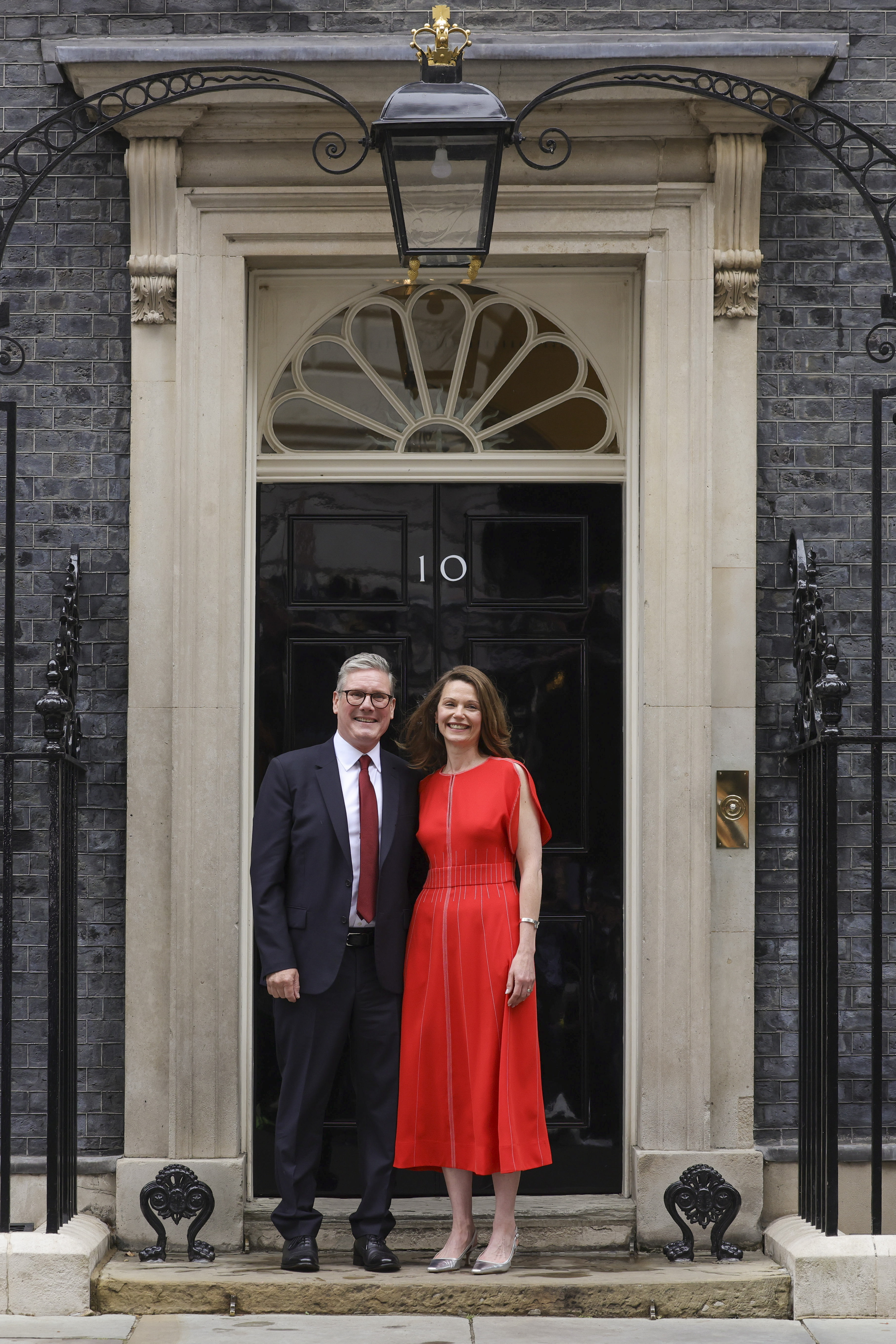
영국 총리관저 다우닝가 10번지 대문 앞에 선 스타머 총리 부부 내외

출구조사 결과 노동당의 압승 및 정권교체가 확실시되자 키어 스타머 노동당 대표는 지지자들에게 감사의 뜻을 밝혔으며, 이후 승리 연설에서 "변화는 지금 시작된다"면서 "변화와 국가를 일신하고 재건하기 위한 작업에 나선다"고 밝혔다. 반대로 창당 이래 최저 의석수를 거둔 보수당의 리시 수낵 총리는 총선 참패를 인정하면서 스타머 대표에게 전화해 승리를 축하했다고 밝혔다. 한편으로 "여러분의 분노와 실망을 들었으며 이번 패배에 대한 책임을 지겠다"는 말을 남겼다.
선거 다음날 키어 스타머 대표는 버킹엄궁에서 영국 국왕 찰스 3세를 알현하며 총리로 정식 임명되었으며, 다우닝가 10번지로 이동하여 "우리는 영국을 재건할 것"이라는 취지의 취임 연설을 진행하였다. 스타머 총리는 전임총리 리시 수낵에게 경의를 표하며 "우리나라 최초의 아시아계 영국인 총리로서 그의 업적은 누구에게도 과소평가되어선 안 될 것"이라 밝혔다. 리시 수낵의 총리 재직 시절에 보여준 헌신과 노력은 인정하나, 영국 국민들은 이제 변화를 택하게 되었다고 밝혔다.
이날 조 바이든 미국 대통령과 저스틴 트뤼도 캐나다 총리, 토니 블레어와 고든 브라운 전 영국 총리를 비롯한 주류 인사들이 키어 스타머의 총리 취임을 축하하는 서한을 보냈다.

## 같이 보기
- 스타머 내각
- 영국의 선거

### 내용주
1. ↑  협동조합당 소속 의원 24인이 포함되며 선거에는 노동협동조합당이란 이름으로 출마한다.[14]
2. 1 2  2019년 총선 이후에 창당되었다.
3. ↑  케니 매카스킬 의원과 닐 핸비 의원으로, 2019년 총선에서는 스코틀랜드 국민당 후보로 출마해 당선되었으나 2021년 탈당하여 알바당을 창당하였다.[15]
4. ↑  2024년 5월 30일 의회 해산 시점에서 무소속 의원은 총 17명이었으며, 그 가운데 8명은 보수당 출신, 9명은 야당 출신이다. 보수당 출신 무소속 의원 가운데 앤드류 브리진 의원은 지난 총선에서 보수당 후보로 나와 당선되었다가 잇따른 실언 논란으로 출당 처리되었으며, 2023년 5월 개혁당에 입당하였다가 다시 2023년 12월에 탈당한 뒤 남은 회기 동안 무소속으로 남게 되었다.
5. ↑  북아일랜드 신 페인 소속 의원 7인은 선거에서 당선되더라도 하원의원으로서 원내표결에 참여하지 않으며,[16] 하원 의장 1인과 부의장 3인 (해산 시점에서 보수당 의원 3인, 노동당 의원 1인)은 찬반표 동수가 나왔을 때 결정투표에만 표결에 참여하는 관례가 있다.[17]
6. ↑  엘레너 레잉 부의장 (보수당)의 휴직이 연장됨에 따라 2022년 12월부터 회기 종료시까지 로저 게일 (보수당) 의원이 부의장 대리를 역임하게 되었다.
7. ↑  고정임기 의회법은 차기 총선일을 지난 총선으로부터 5년차를 맞이하는 해의 5월 첫째 목요일로 고정토록 하는 법이다.[19] 지난 총선은 2019년 12월에 치러졌다.
8. ↑  북아일랜드에서는 유권자 신분증 확인절차 제도가 이미 도입되어 있었다.
9. ↑  니컬라 스터전 전 스코틀랜드 국민당 대표가 스코틀랜드 총리 재직 시절 여러 내각과 당인사들이 제2차 스코틀랜드 독립 국민투표를 위한 모금활동으로 얻은 수익을 다른 분야에 유용하거나 횡령, 문서위조를 저질렀다는 혐의와 관련된 수사를 말한다.
10. ↑  최대의석수와 최소의석수의 중앙값을 산출하였다.
11. 1 2 3 4 5 6 7 8 9 10 11 12 13  하원의장 1석과 북아일랜드 지역구 18석 포함.
12. 1 2 3  하원의장 1석 포함.
13. ↑  북아일랜드 지역구 18석 포함.